# Caradrina froitzheimi
Caradrina froitzheimi là một loài bướm đêm trong họ Noctuidae.